# レイフ・エリクソン

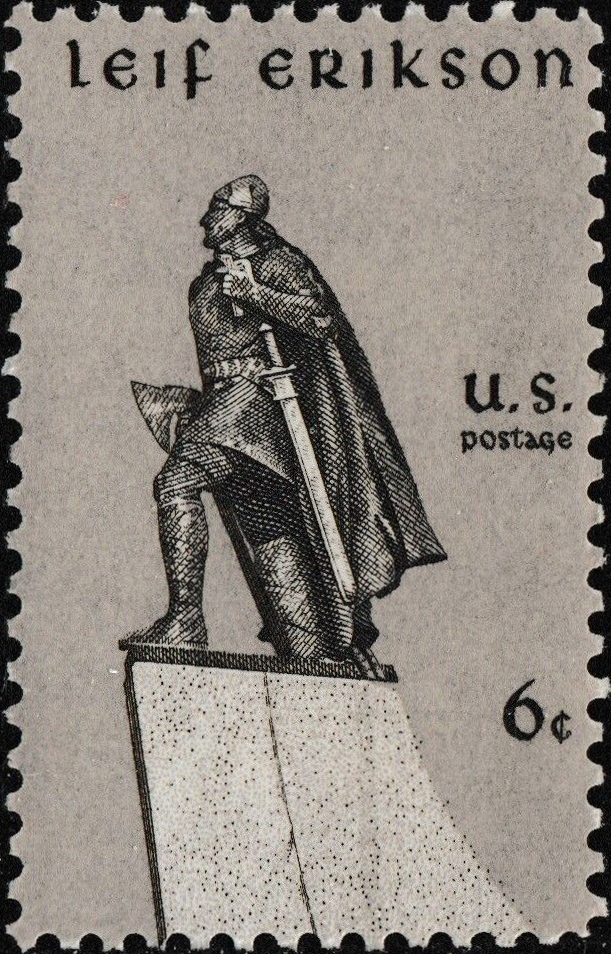
エリクソンが描かれた1968年のアメリカの切手。

レイフ・エリクソン （Leif Erikson、古ノルド語:Leifur Eiríksson、970年頃 - 1020年頃）は、アイスランド生まれのノルマン人航海者（ヴァイキング）。赤毛のエイリークの息子。
ヨーロッパ大陸から大西洋を渡ってアメリカ大陸に史上初めて到達したとグリーンランド人のサガによって伝えられている。「幸運なるレイフ」というあだ名でも知られる。
アメリカでは19世紀以来、毎年10月9日がレイフのアメリカ大陸到達を祝う「レイフ・エリクソン・デー」として記念日にされているが、クリストファー・コロンブスの新大陸発見を祝う「コロンブス・デー」よりも知名度は低く、浸透していない。

## 人物・生涯
レイフは、グリーンランドを発見し、最初の定住を試みたエイリークの長男としてアイスランドで生まれ、グリーンランドで育った。若い頃に祖父の故郷ノルウェーに渡って滞在し、ノルウェー王と会見してキリスト教に改宗、そこで学んだキリスト教を持ち帰ってグリーンランドに教会を建てた。

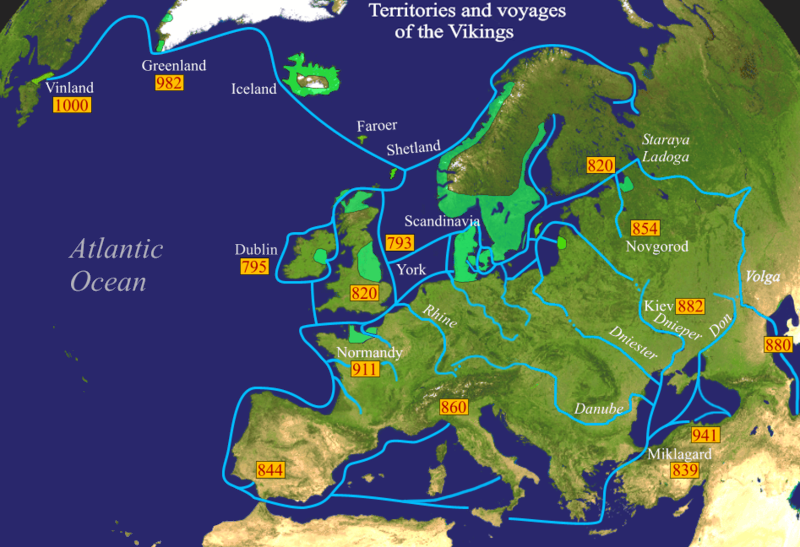
ノース人（ヴァイキング）の進出
画像左上がレーフの行程

サガの伝えるところによると、この頃グリーンランドへの航路から西に流された者がおり、グリーンランドの西に木材が多くグリーンランドより豊かな島があるらしいので、レイフはノルウェーからの帰還後、997年に西へと探検航海に出た。最初に漂流者のルートをたどって西に赴くと、岩に覆われた陸地があり、彼らはこれを「岩の国（ヘルランド）」と名づけた。次に南下した彼らは木に覆われた陸地を見つけ、「森の国（マルクランド）」と名づけた。さらに海を南に下った彼らは、小麦の自生する豊かな国へとたどり着いて、そこを「ブドウの国（ヴィンランド）」と名づけて前線基地を置き、グリーンランドに帰った。西暦1000年のことであったという。
ヴィンランドは、川にはサケが遡上し、定住するのに好適な土地であるように思われたので、まもなく数百人の入植者がグリーンランドからヴィンランドに向かった。しかし、先住民（レイフたちは「スクレリング」と呼んだ）との関係もあってヴィンランドの入植地は長続きせず、やがて放棄されてしまった。レイフ自身は父の後を継ぎ、グリーンランド西海岸にあった入植地の有力者としてその後の人生を送ったようである。

## 「探検」の内容
彼らの到達した国々はサガに伝えられただけだったので、現在では正確な場所がどこかよくわからなくなってしまった。しかし、最初にたどりついたヘルランドはグリーンランドの西、つまりカナダのバフィン島であったとみられる。そこからは南に向かったのであるから、マルクランドはラブラドル半島にあたると思われる。
問題はヴィンランドである。ヴィン、すなわちブドウのある土地であったという話からすると、ブドウの植生北限はずっと南にあるはずなので、北アメリカのかなり南のほうであったということになり、ニューヨーク州からメイン州あたりまでのニューイングランドのどこかであったろうという。しかし、現在ではヴァイキングの定住地跡がニューファンドランド島から見つかっており、この島をヴィンランドに比定する意見がほぼ定説となっている。またヴァイキングの活動が活発になった理由として8世紀頃から13世紀頃まで気候が温暖になっていたと言う説（中世の温暖期）もあり（事実、当時のグリーンランド南部は、森に覆われていたという）、これならばヴィンランドの位置は概ね解決するものの、あくまで憶測の域は出ていない。

## 歴史的調査と評価
ニューファンドランド島北西部のランス・オー・メドー村で発見されたその定住地は、もともとファースト・ネーションズのものと考えられていたが、1960年代以降、ここでヴァイキングの女性が使う糸車や鍛冶屋の跡、イングランド製のボタンなどが発見され、当時のファースト・ネーションズには製鉄技術がなかったことから、バイキングの遺跡であることが明らかになった。この遺跡はランス・オー・メドー国立歴史公園として世界遺産に登録されている。
ヴィンランドの位置がいずれであったにせよ、レイフ・エリクソンとアイスランド・グリーンランドのヴァイキングたちが、クリストファー・コロンブスの大航海時代における「発見」に先立つこと500年前に、すでにアメリカに上陸していたヨーロッパ人であったことは確実である。
しかしながら、彼が新しい陸地（少なくとも当時「新大陸」と言う予測的概念があったかは疑問である）に到達したという情報は、ヨーロッパ諸国で広く共有されることはなかったと思われる。当時は地理上の発見を行ったものが主権を宣言する慣行もなかった上、定住化も失敗に終わったためアイスランド人による領有もなされなかった。そのため、レイフ・エリクソンを「アメリカ大陸の発見者」と扱うことはあまりなかった。

## 登場作品
- ヴィンランド・サガ：幸村誠が2005年から連載している漫画で、レイフは物語のキーパーソンとして登場する。
- 小さなバイキング ビッケ：2019年のＣＧアニメ映画。エイリークの息子レイフを名乗る人物が主要キャラクターとして登場する。